# السباحة في الدورة الرياضية العربية الثانية بيروت 1957

## توزيع الاوسمة
| ت | البلد  | ذهبية | فضية | برونزية | المجموع |
| - | ------ | ----- | ---- | ------- | ------- |
| 1 | تونس   | 5     | 3    | 3       | 11      |
| 2 | لبنان  | 4     | 5    | 3       | 12      |
| 3 | المغرب | 1     | -    | 1       | 2       |
| 4 | الأردن | -     | 1    | -       | 1       |
| 5 | العراق | -     | -    | 1       | 1       |
| 5 | سوريا  | -     | -    | 1       | 1       |

## النتائج الكاملة
| اللعبة              | الذهبية                                                                           | الذهبية | الفضية                                                                  | الفضية  | البرونزية                                                                    | البرونزية |
| ------------------- | --------------------------------------------------------------------------------- | ------- | ----------------------------------------------------------------------- | ------- | ---------------------------------------------------------------------------- | --------- |
| 100 متر حرة         | شارل خلاط(لبنان)                                                                  | 1.4.4   | عبد القادر بو عزه(تونس)                                                 | 1.8.4   | عز الدين عاشور(تونس)                                                         | 1.9.6     |
| 400 متر حرة         | شارل خلاط(لبنان)                                                                  | 5.34.0  | -                                                                       |         | -                                                                            |           |
| 1500 متر حرة        | المنجي بن بشير(تونس)                                                              | 22.30.0 | اسكندر برخيا(لبنان)                                                     | 22.57.1 | منير علي(سوريا)                                                              | 23.28.6   |
| 100 متر ظهر         | حمادي عاشور(تونس)                                                                 | 1.10.3  | عز الدين عاشور(تونس)                                                    | 1.14.6  | جان دزدريان(لبنان)                                                           | 1.19.5    |
| 200 متر صدر         | ادغار خباز(لبنان)                                                                 | 3.10.8  | نظيم مروش(لبنان)                                                        | 3.15.2  | حمادي عاشور(تونس)                                                            | 3.15.4    |
| 200 متر فراشة       | حسان حمادة(لبنان)                                                                 | 3.14.1  | حمادي عاشور(تونس)                                                       | 3.14.6  | لبيب بطرس(لبنان)                                                             | 3.25.2    |
| تتابع 4في200 حرة    | الفريق التونسي : المنجي بن بشير ومنصف والي وعبد القادر بوعزه وعزالدين عاشور(تونس) | 10.15.0 | الفريق اللبناني:سهيل جنيش وجان دردزيان واسكندر برخيا وشارل خلاط (لبنان) | 10.35.0 | الفريق العراقي: أمير زارة وسعد زارة وحسام الدين محمدسعيد وجعفر صالح (العراق) | 10.53.8   |
| تتابع 4في100 متنوع  | الفريق التونسي : حمادي عاشور والمنجي بشير ومنصف والي وعبد القادر بوعزه (تونس)     | 5.19.5  | الفريق اللبناني (لبنان)                                                 | 5.21.4  | الفريق المغربي (المغرب)                                                      | 5.41.3    |
| الغطس سلم متحرك 3 م | عبد النبي التكسفوني(المغرب)                                                       | 121.41  | ريمون دونا (لبنان)                                                      | 113.32  | عبد الوهاب والي(تونس)                                                        | 109.01    |
| الغطس سلم ثابت 10 م | عبد الوهاب والي(تونس)                                                             |         | محمد غزال (الأردن)                                                      |         | كمال نجعازي (لبنان)                                                          |           |